# Município de St. Joseph (condado de Williams, Ohio)
O município de St. Joseph (em inglês: St. Joseph Township) é um município localizado no condado de Williams no estado estadounidense de Ohio. No ano de 2010 tinha uma população de 2.827 habitantes e uma densidade populacional de 31,03 pessoas por km².

## Geografia
O município de St. Joseph encontra-se localizado nas coordenadas 41° 28′ 22″ N, 84° 44′ 21″ O. Segundo a Departamento do Censo dos Estados Unidos, o município tem uma superfície total de 91.1 km², da qual 90.54 km² correspondem a terra firme e (0.61%) 0.56 km² é água.

## Demografia
Segundo o censo de 2010, tinha 2.827 habitantes residindo no município de St. Joseph. A densidade populacional era de 31,03 hab./km². Dos 2.827 habitantes, o município de St. Joseph estava composto pelo 97.59% brancos, o 0.28% eram afroamericanos, o 0.18% eram amerindios, o 0.39% eram asiáticos, o 0.04% eram insulares do Pacífico, o 0.67% eram de outras raças e o 0.85% pertenciam a duas ou mais raças. Do total da população o 2.44% eram hispanos ou latinos de qualquer raça.